# Тихоокеанская амбистома
Тихоокеанская амбистома (лат. Dicamptodon ensatus) — вид хвостатых земноводных из семейства амбистом.

## Распространение
Эндемик США: ареал вида охватывает тихоокеанское побережье и прилегающие горы Калифорнии, от юга округа Мендосино до юга округа Санта-Крус.

## Описание

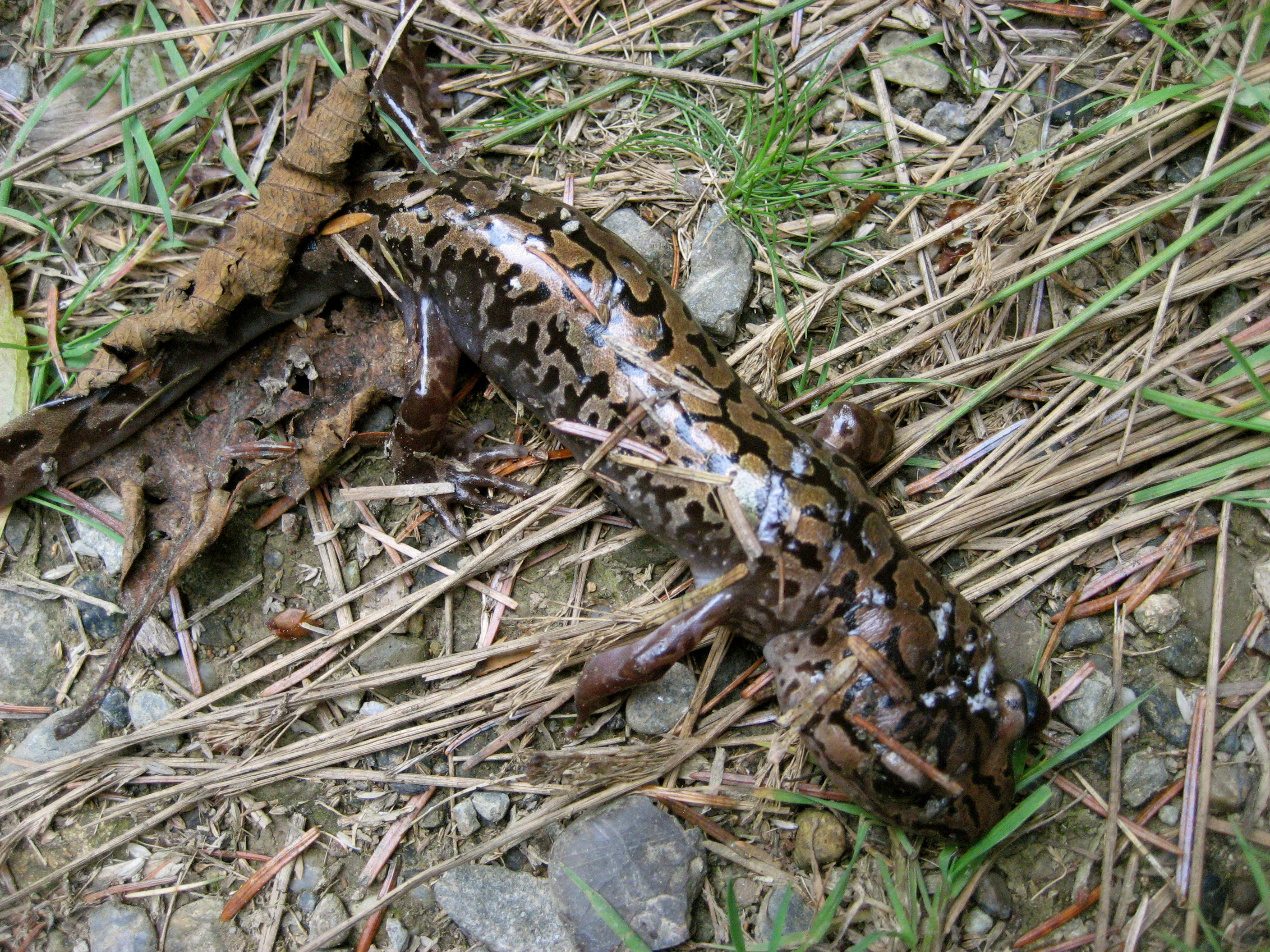

Общая длина колеблется от 17 до 30,5 см. Голова небольшая, широкая, с лопатообразной мордой. Глаза среднего размера с большим чёрным зрачком. Туловище массивное, неуклюжее. На передних лапах 4 пальца, на задних — 5. Хвост довольно длинный (около 40 % от общей длины), сжатый с боков. Окрашена в коричневый цвет с различными оттенками. На голове, спине и боках мраморный или сетчатый рисунок из тёмных пятен.

## Образ жизни
Предпочитает редколесья, кустарники, скалистую местность. Встречается на высоте до 900 м над уровнем моря. Хорошо лазает по деревьям. При испуге издает довольно громкий звук, напоминающий лай или короткий визг низкого тона. Активна ночью. Питается беспозвоночными, амбистомами других видов, безлёгочными саламандрами, мелкими лягушками, землеройками, грызунами и небольшими змеями.

## Размножение
Спаривание и размножение происходит с марта по май. Самка откладывает около 100 яиц в глубокие трещины земли или норы грызунов, и обвивает кладку яиц своим телом. Метаморфоз длится до 2 лет. Личинки питаются водными беспозвоночными, рыбой и другими земноводными.

## Фото

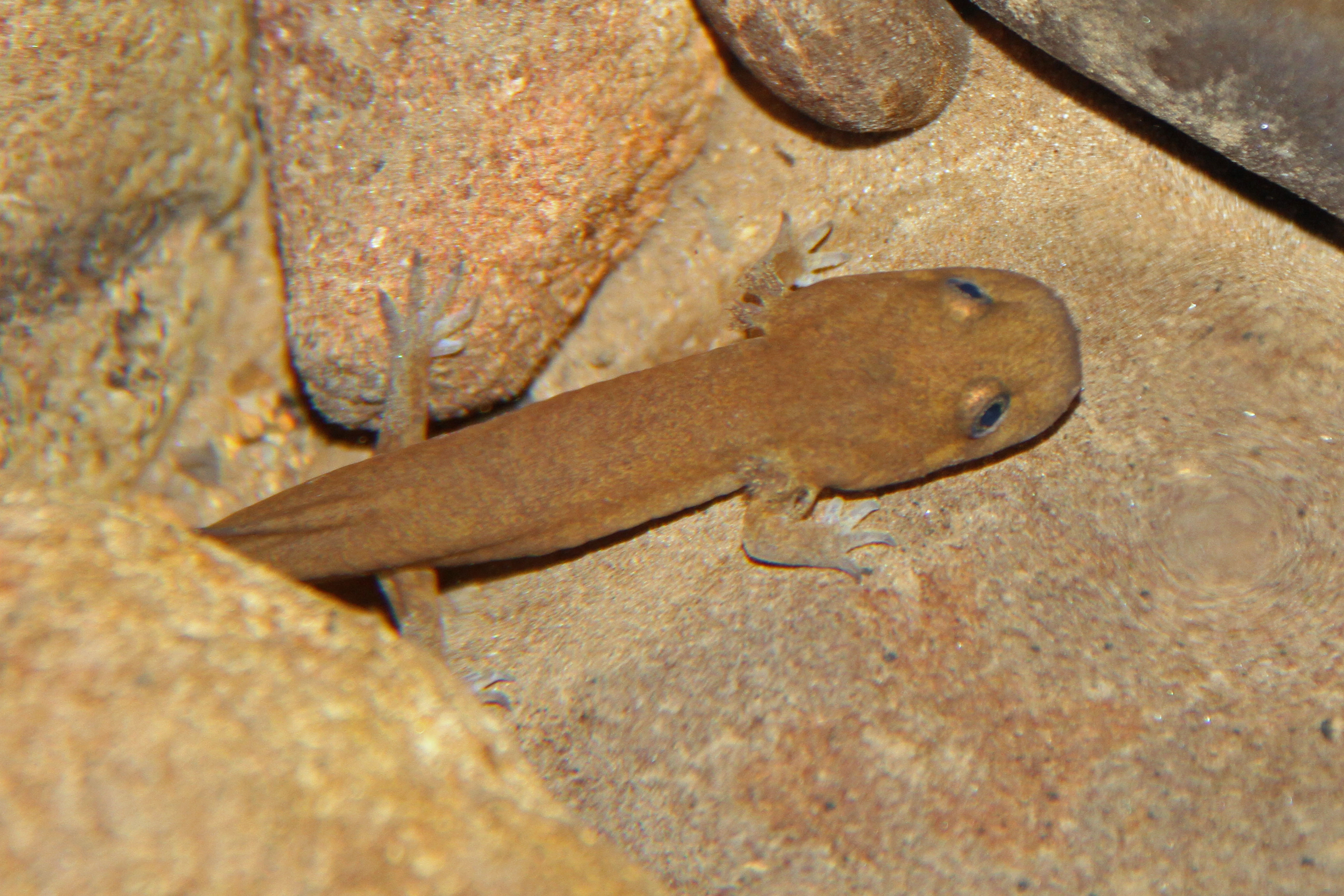
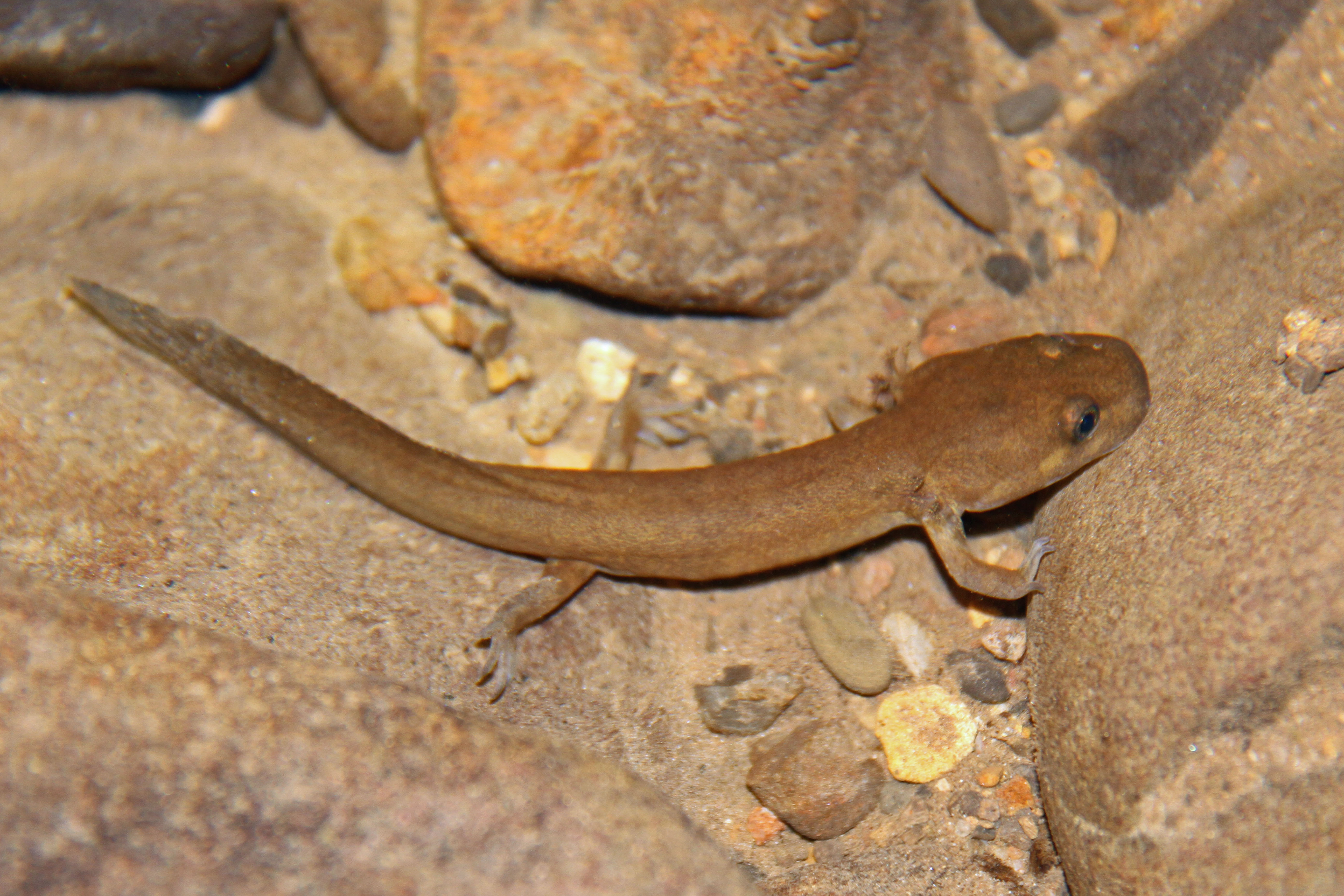
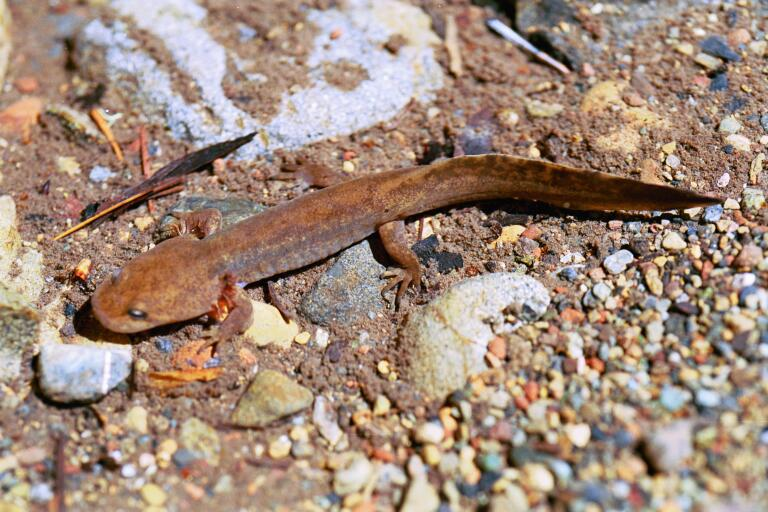
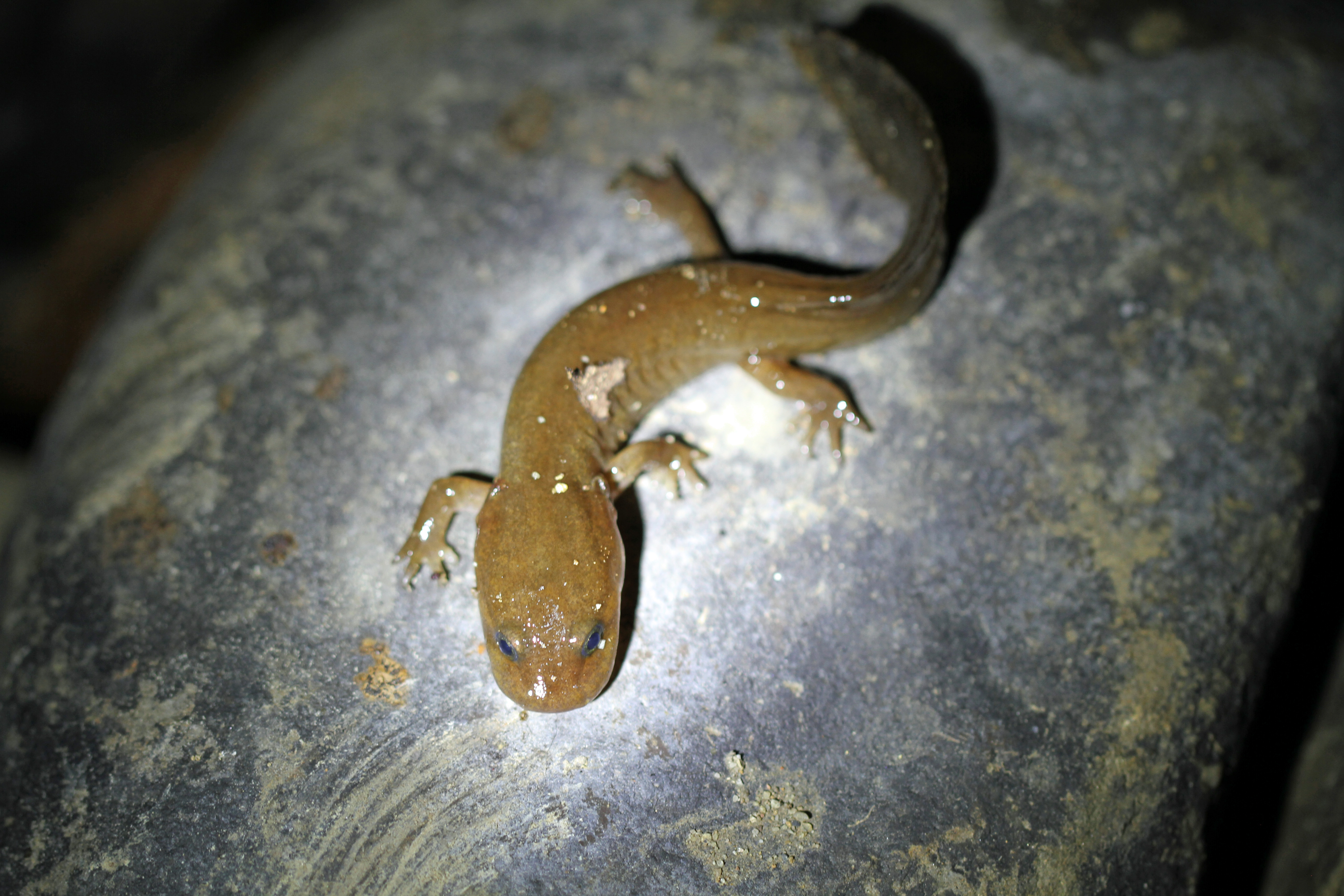